# Christian Hiller
Christian Hiller (* 5. März 1880 in Schwarzenberg; † 14. Oktober 1951 in Bezau) war ein österreichischer Politiker und Geistlicher. Er war von 1934 bis 1938 Abgeordneter zum Vorarlberger Landtag. 

## Ausbildung und Beruf
Hiller studierte zwischen 1903 und 1906 Theologie in Brixen und feierte am 13. Juli 1905 die Primiz. Er wurde danach zwischen 1906 und 1907 als Pfarrhelfer in Schwarzach eingesetzt und arbeitete 1907 als Kaplan in Hard. Danach war er zwischen 1907 und 1938 als Religionsprofessor an der Oberrealschule in Dornbirn und war um 1927 Redakteur des Pfarrblattes „Die Glocke“. Daneben war er von 1930 bis 1938 als Herausgeber des Katholischen Volkskalenders aktiv. Nachdem er 1938 nach Bezau übersiedelt war, arbeitete er von 1939 bis 1940 als Theologieprofessor im Priesterseminar in St. Karl in Volders und danach in Matrei. Er wurde am 3. November 1940 in der Pfarrkirche Bezau investiert und verbrachte nach seiner Ausweisung aus dem Bregenzerwald 1941 neun Monate bei den Englischen Fräulein in Lindau. Am 6. September 1941 durfte er als Pfarrer nach Bezau zurückkehren, wo er bis zu seinem Tod tätig war.

## Politik und Funktionen
Hiller war Mitglied und Präses des Katholischen Arbeiterinnenvereins Dornbirn sowie Mitglied und ab 1917 Präses des Katholischen Arbeitervereins. Er engagierte sich im Hilfsausschuss in Dornbirn, war als Obmann der Christlichsozialen Partei in Dornbirn aktiv und wirkte später als Mitglied der Vaterländischen Front und deren Landesleiter der Wohlfahrtseinrichtung „Neues Leben“. Er wurde 1934 als Standesvertreter der Kunst und Wissenschaft vom Vorarlberger Landeshauptmann zum Mitglied des Ständischen Landtags berufen und gehörte in der Folge während der Zeit des Ständestaates bzw. des Austrofaschismus vom 14. November 1934 bis zum Anschluss Österreichs am 12. März 1938 dem Landtag an. Hiller war zudem Leiter der Mädchenvereinigung „Stella“. Nach dem Lesen einer Stillen Messe für Gefallene in der Kapelle des Kriegerdenkmals in Bezau wurde Hiller zwischen dem 28. November und dem 8. Dezember 1940 inhaftiert und danach aus dem Bregenzerwald ausgewiesen. 

## Privates
Christian Hiller wurde als Sohn des Landwirts Johann Georg Hiller und dessen Gattin Maria Margarethe Mayer geboren. Als seine Mutter starb, war Hiller erst 14 Jahre alt.

## Auszeichnungen
- Förderer der katholischen deutschen Pennalie Siegberg
- Ehrenband der CV-Verbindung Norica in Wien

## Werke
- Die katholische Kirche in Dornbirn in Vorarlberg. München 1940
- Glocken-Weihe in Höchst. Lustenau 1951